# Efrain Rintaro
Efrain Rintaro da Silva (23 de julio de 1991) es un futbolista brasileño que ocupa la posición de delantero en el FC Osaka de la J3 League.
Jugó para clubes como el Kashiwa Reysol, FC Gifu, Blaublitz Akita, FC Ryukyu, Veertien Kuwana, ReinMeer Aomori, Suzuka Point Getters y FC Osaka.

## Trayectoria

### Clubes
| Club                 | País  | Año         |
| -------------------- | ----- | ----------- |
| Kashiwa Reysol       | Japón | 2010 - 2012 |
| FC Gifu              | Japón | 2011        |
| Blaublitz Akita      | Japón | 2012        |
| FC Ryukyu            | Japón | 2013        |
| Veertien Kuwana      | Japón | 2014        |
| ReinMeer Aomori      | Japón | 2015 - 2016 |
| Suzuka Point Getters | Japón | 2017 - 2021 |
| FC Osaka             | Japón | 2022 -      |